# Потрійне повторення позиції
Потрійне повторення позиції — виникнення на шахівниці тієї самої позиції тричі протягом партії, при цьому черга ходу кожен раз повинна бути у того й самого гравця, а можливості гри не змінюються: наприклад право здійснити рокірування або взяття на проході. Може бути приводом для присудження нічиєї.
|   | a | b | c | d | e | f | g | h |   |
| 8 | g8 чорний король · a7 чорний слон · f7 чорний пішак · f6 білий пішак · h6 білий ферзь · f5 чорний пішак · e3 чорний кінь · h3 білий пішак · g2 білий пішак · h2 білий король | g8 чорний король · a7 чорний слон · f7 чорний пішак · f6 білий пішак · h6 білий ферзь · f5 чорний пішак · e3 чорний кінь · h3 білий пішак · g2 білий пішак · h2 білий король | g8 чорний король · a7 чорний слон · f7 чорний пішак · f6 білий пішак · h6 білий ферзь · f5 чорний пішак · e3 чорний кінь · h3 білий пішак · g2 білий пішак · h2 білий король | g8 чорний король · a7 чорний слон · f7 чорний пішак · f6 білий пішак · h6 білий ферзь · f5 чорний пішак · e3 чорний кінь · h3 білий пішак · g2 білий пішак · h2 білий король | g8 чорний король · a7 чорний слон · f7 чорний пішак · f6 білий пішак · h6 білий ферзь · f5 чорний пішак · e3 чорний кінь · h3 білий пішак · g2 білий пішак · h2 білий король | g8 чорний король · a7 чорний слон · f7 чорний пішак · f6 білий пішак · h6 білий ферзь · f5 чорний пішак · e3 чорний кінь · h3 білий пішак · g2 білий пішак · h2 білий король | g8 чорний король · a7 чорний слон · f7 чорний пішак · f6 білий пішак · h6 білий ферзь · f5 чорний пішак · e3 чорний кінь · h3 білий пішак · g2 білий пішак · h2 білий король | g8 чорний король · a7 чорний слон · f7 чорний пішак · f6 білий пішак · h6 білий ферзь · f5 чорний пішак · e3 чорний кінь · h3 білий пішак · g2 білий пішак · h2 білий король | 8 |
| 7 | g8 чорний король · a7 чорний слон · f7 чорний пішак · f6 білий пішак · h6 білий ферзь · f5 чорний пішак · e3 чорний кінь · h3 білий пішак · g2 білий пішак · h2 білий король | g8 чорний король · a7 чорний слон · f7 чорний пішак · f6 білий пішак · h6 білий ферзь · f5 чорний пішак · e3 чорний кінь · h3 білий пішак · g2 білий пішак · h2 білий король | g8 чорний король · a7 чорний слон · f7 чорний пішак · f6 білий пішак · h6 білий ферзь · f5 чорний пішак · e3 чорний кінь · h3 білий пішак · g2 білий пішак · h2 білий король | g8 чорний король · a7 чорний слон · f7 чорний пішак · f6 білий пішак · h6 білий ферзь · f5 чорний пішак · e3 чорний кінь · h3 білий пішак · g2 білий пішак · h2 білий король | g8 чорний король · a7 чорний слон · f7 чорний пішак · f6 білий пішак · h6 білий ферзь · f5 чорний пішак · e3 чорний кінь · h3 білий пішак · g2 білий пішак · h2 білий король | g8 чорний король · a7 чорний слон · f7 чорний пішак · f6 білий пішак · h6 білий ферзь · f5 чорний пішак · e3 чорний кінь · h3 білий пішак · g2 білий пішак · h2 білий король | g8 чорний король · a7 чорний слон · f7 чорний пішак · f6 білий пішак · h6 білий ферзь · f5 чорний пішак · e3 чорний кінь · h3 білий пішак · g2 білий пішак · h2 білий король | g8 чорний король · a7 чорний слон · f7 чорний пішак · f6 білий пішак · h6 білий ферзь · f5 чорний пішак · e3 чорний кінь · h3 білий пішак · g2 білий пішак · h2 білий король | 7 |
| 6 | g8 чорний король · a7 чорний слон · f7 чорний пішак · f6 білий пішак · h6 білий ферзь · f5 чорний пішак · e3 чорний кінь · h3 білий пішак · g2 білий пішак · h2 білий король | g8 чорний король · a7 чорний слон · f7 чорний пішак · f6 білий пішак · h6 білий ферзь · f5 чорний пішак · e3 чорний кінь · h3 білий пішак · g2 білий пішак · h2 білий король | g8 чорний король · a7 чорний слон · f7 чорний пішак · f6 білий пішак · h6 білий ферзь · f5 чорний пішак · e3 чорний кінь · h3 білий пішак · g2 білий пішак · h2 білий король | g8 чорний король · a7 чорний слон · f7 чорний пішак · f6 білий пішак · h6 білий ферзь · f5 чорний пішак · e3 чорний кінь · h3 білий пішак · g2 білий пішак · h2 білий король | g8 чорний король · a7 чорний слон · f7 чорний пішак · f6 білий пішак · h6 білий ферзь · f5 чорний пішак · e3 чорний кінь · h3 білий пішак · g2 білий пішак · h2 білий король | g8 чорний король · a7 чорний слон · f7 чорний пішак · f6 білий пішак · h6 білий ферзь · f5 чорний пішак · e3 чорний кінь · h3 білий пішак · g2 білий пішак · h2 білий король | g8 чорний король · a7 чорний слон · f7 чорний пішак · f6 білий пішак · h6 білий ферзь · f5 чорний пішак · e3 чорний кінь · h3 білий пішак · g2 білий пішак · h2 білий король | g8 чорний король · a7 чорний слон · f7 чорний пішак · f6 білий пішак · h6 білий ферзь · f5 чорний пішак · e3 чорний кінь · h3 білий пішак · g2 білий пішак · h2 білий король | 6 |
| 5 | g8 чорний король · a7 чорний слон · f7 чорний пішак · f6 білий пішак · h6 білий ферзь · f5 чорний пішак · e3 чорний кінь · h3 білий пішак · g2 білий пішак · h2 білий король | g8 чорний король · a7 чорний слон · f7 чорний пішак · f6 білий пішак · h6 білий ферзь · f5 чорний пішак · e3 чорний кінь · h3 білий пішак · g2 білий пішак · h2 білий король | g8 чорний король · a7 чорний слон · f7 чорний пішак · f6 білий пішак · h6 білий ферзь · f5 чорний пішак · e3 чорний кінь · h3 білий пішак · g2 білий пішак · h2 білий король | g8 чорний король · a7 чорний слон · f7 чорний пішак · f6 білий пішак · h6 білий ферзь · f5 чорний пішак · e3 чорний кінь · h3 білий пішак · g2 білий пішак · h2 білий король | g8 чорний король · a7 чорний слон · f7 чорний пішак · f6 білий пішак · h6 білий ферзь · f5 чорний пішак · e3 чорний кінь · h3 білий пішак · g2 білий пішак · h2 білий король | g8 чорний король · a7 чорний слон · f7 чорний пішак · f6 білий пішак · h6 білий ферзь · f5 чорний пішак · e3 чорний кінь · h3 білий пішак · g2 білий пішак · h2 білий король | g8 чорний король · a7 чорний слон · f7 чорний пішак · f6 білий пішак · h6 білий ферзь · f5 чорний пішак · e3 чорний кінь · h3 білий пішак · g2 білий пішак · h2 білий король | g8 чорний король · a7 чорний слон · f7 чорний пішак · f6 білий пішак · h6 білий ферзь · f5 чорний пішак · e3 чорний кінь · h3 білий пішак · g2 білий пішак · h2 білий король | 5 |
| 4 | g8 чорний король · a7 чорний слон · f7 чорний пішак · f6 білий пішак · h6 білий ферзь · f5 чорний пішак · e3 чорний кінь · h3 білий пішак · g2 білий пішак · h2 білий король | g8 чорний король · a7 чорний слон · f7 чорний пішак · f6 білий пішак · h6 білий ферзь · f5 чорний пішак · e3 чорний кінь · h3 білий пішак · g2 білий пішак · h2 білий король | g8 чорний король · a7 чорний слон · f7 чорний пішак · f6 білий пішак · h6 білий ферзь · f5 чорний пішак · e3 чорний кінь · h3 білий пішак · g2 білий пішак · h2 білий король | g8 чорний король · a7 чорний слон · f7 чорний пішак · f6 білий пішак · h6 білий ферзь · f5 чорний пішак · e3 чорний кінь · h3 білий пішак · g2 білий пішак · h2 білий король | g8 чорний король · a7 чорний слон · f7 чорний пішак · f6 білий пішак · h6 білий ферзь · f5 чорний пішак · e3 чорний кінь · h3 білий пішак · g2 білий пішак · h2 білий король | g8 чорний король · a7 чорний слон · f7 чорний пішак · f6 білий пішак · h6 білий ферзь · f5 чорний пішак · e3 чорний кінь · h3 білий пішак · g2 білий пішак · h2 білий король | g8 чорний король · a7 чорний слон · f7 чорний пішак · f6 білий пішак · h6 білий ферзь · f5 чорний пішак · e3 чорний кінь · h3 білий пішак · g2 білий пішак · h2 білий король | g8 чорний король · a7 чорний слон · f7 чорний пішак · f6 білий пішак · h6 білий ферзь · f5 чорний пішак · e3 чорний кінь · h3 білий пішак · g2 білий пішак · h2 білий король | 4 |
| 3 | g8 чорний король · a7 чорний слон · f7 чорний пішак · f6 білий пішак · h6 білий ферзь · f5 чорний пішак · e3 чорний кінь · h3 білий пішак · g2 білий пішак · h2 білий король | g8 чорний король · a7 чорний слон · f7 чорний пішак · f6 білий пішак · h6 білий ферзь · f5 чорний пішак · e3 чорний кінь · h3 білий пішак · g2 білий пішак · h2 білий король | g8 чорний король · a7 чорний слон · f7 чорний пішак · f6 білий пішак · h6 білий ферзь · f5 чорний пішак · e3 чорний кінь · h3 білий пішак · g2 білий пішак · h2 білий король | g8 чорний король · a7 чорний слон · f7 чорний пішак · f6 білий пішак · h6 білий ферзь · f5 чорний пішак · e3 чорний кінь · h3 білий пішак · g2 білий пішак · h2 білий король | g8 чорний король · a7 чорний слон · f7 чорний пішак · f6 білий пішак · h6 білий ферзь · f5 чорний пішак · e3 чорний кінь · h3 білий пішак · g2 білий пішак · h2 білий король | g8 чорний король · a7 чорний слон · f7 чорний пішак · f6 білий пішак · h6 білий ферзь · f5 чорний пішак · e3 чорний кінь · h3 білий пішак · g2 білий пішак · h2 білий король | g8 чорний король · a7 чорний слон · f7 чорний пішак · f6 білий пішак · h6 білий ферзь · f5 чорний пішак · e3 чорний кінь · h3 білий пішак · g2 білий пішак · h2 білий король | g8 чорний король · a7 чорний слон · f7 чорний пішак · f6 білий пішак · h6 білий ферзь · f5 чорний пішак · e3 чорний кінь · h3 білий пішак · g2 білий пішак · h2 білий король | 3 |
| 2 | g8 чорний король · a7 чорний слон · f7 чорний пішак · f6 білий пішак · h6 білий ферзь · f5 чорний пішак · e3 чорний кінь · h3 білий пішак · g2 білий пішак · h2 білий король | g8 чорний король · a7 чорний слон · f7 чорний пішак · f6 білий пішак · h6 білий ферзь · f5 чорний пішак · e3 чорний кінь · h3 білий пішак · g2 білий пішак · h2 білий король | g8 чорний король · a7 чорний слон · f7 чорний пішак · f6 білий пішак · h6 білий ферзь · f5 чорний пішак · e3 чорний кінь · h3 білий пішак · g2 білий пішак · h2 білий король | g8 чорний король · a7 чорний слон · f7 чорний пішак · f6 білий пішак · h6 білий ферзь · f5 чорний пішак · e3 чорний кінь · h3 білий пішак · g2 білий пішак · h2 білий король | g8 чорний король · a7 чорний слон · f7 чорний пішак · f6 білий пішак · h6 білий ферзь · f5 чорний пішак · e3 чорний кінь · h3 білий пішак · g2 білий пішак · h2 білий король | g8 чорний король · a7 чорний слон · f7 чорний пішак · f6 білий пішак · h6 білий ферзь · f5 чорний пішак · e3 чорний кінь · h3 білий пішак · g2 білий пішак · h2 білий король | g8 чорний король · a7 чорний слон · f7 чорний пішак · f6 білий пішак · h6 білий ферзь · f5 чорний пішак · e3 чорний кінь · h3 білий пішак · g2 білий пішак · h2 білий король | g8 чорний король · a7 чорний слон · f7 чорний пішак · f6 білий пішак · h6 білий ферзь · f5 чорний пішак · e3 чорний кінь · h3 білий пішак · g2 білий пішак · h2 білий король | 2 |
| 1 | g8 чорний король · a7 чорний слон · f7 чорний пішак · f6 білий пішак · h6 білий ферзь · f5 чорний пішак · e3 чорний кінь · h3 білий пішак · g2 білий пішак · h2 білий король | g8 чорний король · a7 чорний слон · f7 чорний пішак · f6 білий пішак · h6 білий ферзь · f5 чорний пішак · e3 чорний кінь · h3 білий пішак · g2 білий пішак · h2 білий король | g8 чорний король · a7 чорний слон · f7 чорний пішак · f6 білий пішак · h6 білий ферзь · f5 чорний пішак · e3 чорний кінь · h3 білий пішак · g2 білий пішак · h2 білий король | g8 чорний король · a7 чорний слон · f7 чорний пішак · f6 білий пішак · h6 білий ферзь · f5 чорний пішак · e3 чорний кінь · h3 білий пішак · g2 білий пішак · h2 білий король | g8 чорний король · a7 чорний слон · f7 чорний пішак · f6 білий пішак · h6 білий ферзь · f5 чорний пішак · e3 чорний кінь · h3 білий пішак · g2 білий пішак · h2 білий король | g8 чорний король · a7 чорний слон · f7 чорний пішак · f6 білий пішак · h6 білий ферзь · f5 чорний пішак · e3 чорний кінь · h3 білий пішак · g2 білий пішак · h2 білий король | g8 чорний король · a7 чорний слон · f7 чорний пішак · f6 білий пішак · h6 білий ферзь · f5 чорний пішак · e3 чорний кінь · h3 білий пішак · g2 білий пішак · h2 білий король | g8 чорний король · a7 чорний слон · f7 чорний пішак · f6 білий пішак · h6 білий ферзь · f5 чорний пішак · e3 чорний кінь · h3 білий пішак · g2 білий пішак · h2 білий король | 1 |
|   | a | b | c | d | e | f | g | h |   |

Потрійне повторення позиції можна сказати один із варіантів завершення гри.
Один із випадків нічиєї - є вічний шах (див. діаграму)
У правилах з шахів ФІДЕ,  (стаття 5: Завершення партії)  написано:
(d)  Партія може закінчитися внічию, якщо будь-яка однакова позиція виникла чи виникала на дошці тричі (див. Статтю 9.2).
Відповідним правилом ФІДЕ є правило 9.2, яке свідчить:
Партія закінчується внічию на вимогу гравця, за яким черга ходу, коли одна й та ж позиція втретє (не обов'язково повторенням ходів):
а) може виникнути, якщо він спочатку запише свій хід на бланку і заявить арбітру про свій намір зробити цей хід, або
б) щойно виникла та доповнена заявою гравця при своєму ході. Позиції як у (а) так і у (б) вважаються однаковими, коли має чергу ходу той самий гравець, фігури одного й того ж найменування й кольору займають ті ж самі поля і можливі ходи всіх фігур в обох партнерів ті ж самі.
Позиції не вважаються однаковими, коли пішак, що міг бути взятий на проході, вже не може буде взятий таким самим чином. Якщо гравець вимушений зробити хід королем або турою, вважається, що будь-яка з цих фігур втрачає своє право на рокіровку лише після того, як зробить хід.
Борис Спаський – Роберт Джеймс Фішер, Рейк'явік,
17 партія,
22 серпня 1972р.
 1/2-1/2
1.e4  d6 2.d4  g6 3.Кc3  Кf6 4.f4  Сg7 5.Kf3  c5 6.dxc5  Фa5 7.Сd3 Фxc5 8.Фe2  0 – 0 9.Сe3  Фa5 10.0 - 0 Сg4 11.Таd1 Kc6 12.Cc4  Kh5 13.Cb3  Cxc3 14.bxc3  Фxc3 15.f5  Kf6 16.h3  Cxf3 17.Фxf3  Ka5 18.Тd3  Фc7 19.Сh6  Кxb3 20.cxb3 Фc5+ 21.kph1  Фe5 22.Сxf8 Тxf8 23.Тe3  Тc8 24.fxg6  hxg6 25.Фf4 Фxf4 26.Тxf4  Кd7 27.Тf2  Кe5 28.Kph2  Tc1 29.Tee2  Kc6 30.Tc2  Te1 31.Tfe2  Ta1 32.Кpg3  Kpg7 33.Tcd2  Tf1 34.Tf2  Te1 35.Tfe2  Tf1 36.Te3  a6 37.Tc3  Te1 38.Tc4  Tf1 39.Tdc2  Ta1 40.Tf2  Te1 41.Tfc2  g5 42.Tc1  Te2 43.T1c2  Te1 44.Tc1  Te2 45.T1c2   Нічия 